# 沃斯托克村委员会
沃斯托克村委员会（俄语：Восточинский сельсовет）是俄罗斯联邦阿斯特拉罕州叶诺塔耶夫卡区所属的一个村委员会。其下辖有1个居民点，行政中心为沃斯托克。据2015年统计，该村委员会的人口为1261人。